# Пілезіадельфові
Пілезіадельфові (Pylaisiadelphaceae) — родина мохів порядку гіпнобрієвих (Hypnales).
Родина поширена на всіх континентах крім Антарктиди.
Родина містить 27 родів.